# 惠州平潭机场

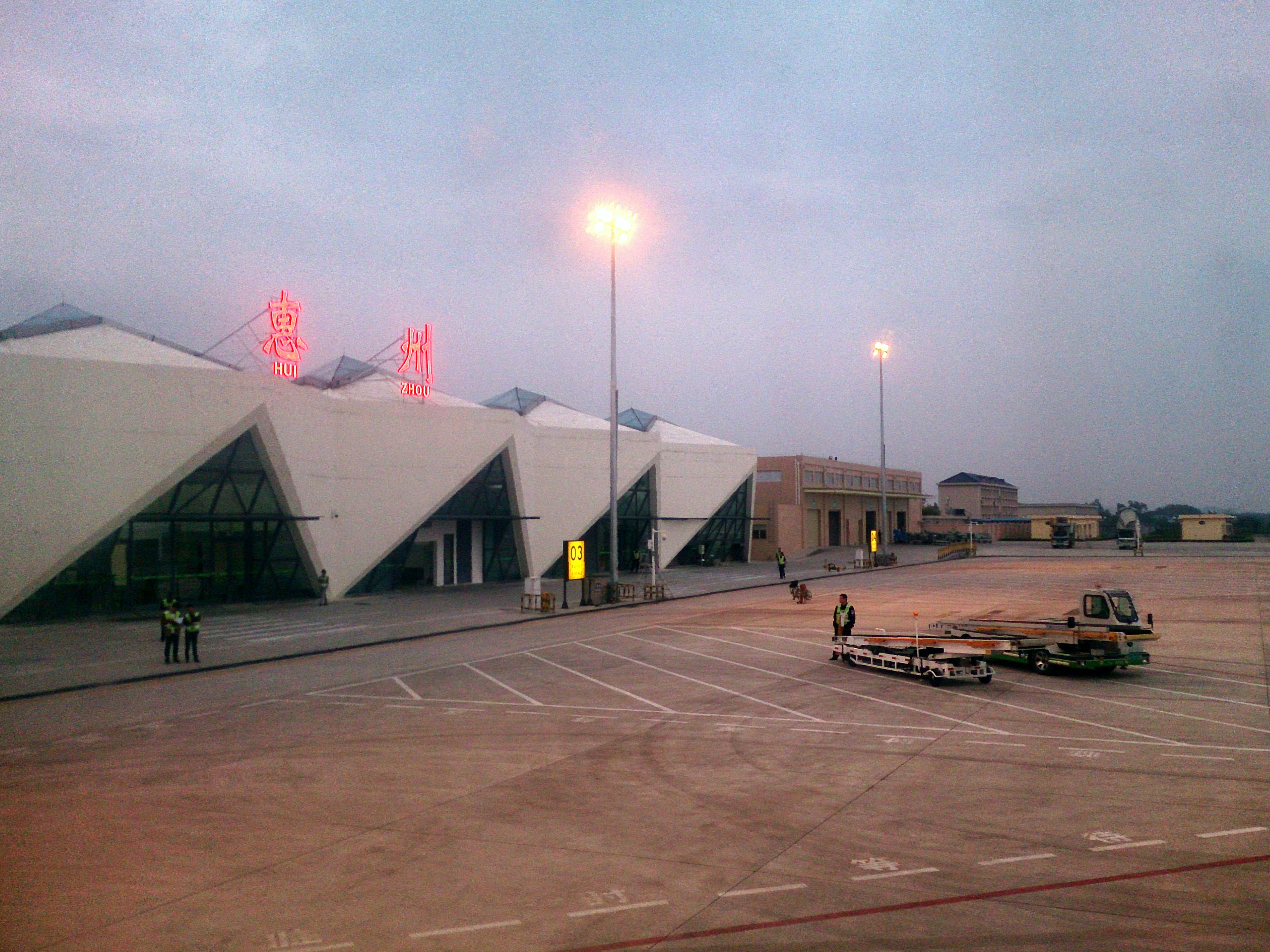
惠州机场航站樓

惠州平潭机场位于中国广东省惠州市惠阳区平潭镇，于1985年启用，2002年暂停民航运营。2015年2月5日，民航航线中止了13年的惠州机场再次复航启用。

## 历史
惠州机场原名平潭机场，是一个军民合用机场。
1985年4月12日，惠阳平潭机场开通航空联运服务，机场的安检、导航和调度全部由空军负责。同年5月10日，惠阳平潭机场开通首班民航客机，此时的机场还没有航站楼，机场也只能起降小型客机。由于当时深圳没有机场，前往深圳的旅客都在惠阳机场落地转车，惠州民航事业迎来短暂的快速发展。
1991年，惠州市投资3000万元改造惠阳平潭机场。
1993年2月，惠阳平潭机场改名为惠州机场，并开通北京、杭州、九江、无锡、徐州五地航班。
1994年2月，又陆续增加了鞍山、盐城航班。
2002年之前的最高峰时拥有14条国内航线，全部由中国联航经营。
但是2002年10月末，国家出台军队不能办企业的政策后，原先独家经营本机场航线的中国联合航空停止运营，惠州机场也因此取消了民用航班。从此以后，惠州市交通局希望能由政府接手，继续民航航班的飞行。

## 复航
随着惠州市委、市政府出台《关于加快第三产业发展若干问题的决定》，惠州机场的复航正式提上议程。由于惠州现在的交通很发达，到广州、深圳和香港才1个多小时，惠州市交通局把惠州机场定位于粤东地区的重要货运机场，并力争把惠州机场的民航客运功能恢复到以往的水平，开通到北京、南京、苏州、无锡、天津、沈阳等城市的14条航线。2006年，惠州市交通局向惠州市政府提交了《关于将惠州机场申办为军民合用机场的请示》，惠州市政府已向中国民航中南地区管理局正式发函，希望该局支持惠州市按4D标准申办军民合用机场并得到了同意。惠州市已于2006年5月底与马来西亚马中集团有限公司签署合作意向书筹建了惠州机场股份有限公司，负责经营管理惠州机场民用航空业务。

### 改造
惠州机场将实行军民合用改建，按照一期改造、二期扩建、三期发展的思路建设：
- 一期是利用惠州机场现有设备、设施，按照民航适航标准进行改造，并提供民用航空运输服务。
- 二期是按照旅客年吞吐量300万～500万人次的规模实施扩建。
- 三期是以建设航空城的理念建设惠州机场及周边区域。

2014年6月25日，惠州机场改扩建工程正式开工建设，工程涉及机场工程、航管系统工程和供油工程等项目，其中机场工程主要包括“飞行区及相关配套工程”和“航站区及相关配套工程”。飞行区及相关配套设施工程在现有设施的基础上进行重建、新建和整修，满足4C标准要求；航站区及相关配套工程新建面积约4000平方米的航站楼以及建设机场相关配套设施。新建候机楼以三角梅为主题，屋顶是十多朵三角梅花苞，外墙面装饰则是5个倒三角形状的三角梅花瓣，单层建筑面积约4000平方米。
2014年11月4日，惠州机场改扩建飞行区工程完工并通过竣工验收。
2014年12月10日，惠州机场改扩建工程顺利通过校飞。
2015年2月5日，民航航线中止了13年的惠州平潭机场正式复航启用。
2019年8月28日，惠州机场T2航站楼正式启用。

## 未来发展
目前，惠州机场按照满足2018年旅客吞量45万人次、货邮吞吐量1.2万吨的目标设计，飞行区等级指标为4C，建有3个C类和1个B类民航停机坪；跑道长2400米、宽48米，可起降A320和B737机型客机；航站楼面积约4000平方米、货站2000余平方米。
惠州机场是广东客流增速最快的机场之一，2018年相比2017年客流增长高达96.4%，客流量远超设计容量3倍以上。2018年6月28日，惠州机场扩容工程开工，将新建T2国内航站楼面积16300平方米，迁建货运站面积3000平方米，同时现有T1国内航站楼改造为T1国际航站楼，C类停机位由4个调至8个，整体工程计划于2019年底完成并投入运营。远期，惠州机场改建项目二期工程也正在规划中，该项目拟在现有跑道南侧新建10万平方米航站楼，现有跑道向东延长1000米，在跑道南侧新建3400米民航专用滑行道、两条民航专用联络道、29个民航停机位及其他民航配套设施。
在粤港澳大湾区的规划中，惠州机场被定位为深圳第二机场，但是实际上，深圳除龙岗，坪山部分地区外，其他区域前往惠州机场的车程均超过一个半小时，无法发挥深圳第二机场的功能。且惠州机场由广东机场集团运作，让深圳方面忌讳。
未来，也将科学谋划将高速铁路、公路、城轨交通等引入惠州机场，增强惠州机场的吸引力，拓宽辐射范围。

## 航点
2023年9月
| 航空公司           | 目的地 |
| ------------------ | --- |
| 吉祥航空（HO）     | 上海/浦东、南京、无锡、杭州、温州、合肥、哈尔滨、长春、呼伦贝尔、太原、郑州、西安、武汉、长沙、岳阳、张家界、贵阳 |
| 中国南方航空（CZ） | 北京/大兴、郑州、武汉、重庆、南充、泸州、乌鲁木齐、银川、兰州、丽江                                               |
| 深圳航空（ZH）     | 南京、无锡、合肥、郑州、武汉、沈阳、西安、南宁                                                                    |
| 中国国际航空（CA） | 北京/首都、上海/浦东、武汉、成都/天府                                                                             |
| 中国联合航空（KN） | 北京/大兴、信阳、兴义                                                                                             |
| 中国东方航空（MU） | 成都/天府、重庆                                                                                                   |
| 四川航空（3U）     | 成都/天府 |
| 华夏航空（G5）     | 贵阳、湛江 |
| 北部湾航空（GX）   | 宜昌 |
| 奥凯航空（BK）     | 长沙 |
| 昆明航空（KY）     | 昆明 |
| 长安航空（9H）     | 西安 |

## 交通

### 公路
- 經惠州大道（324国道）連接机场路

## 連接交通
| 巴士 \| 编号 \| 编号 \| 线路 \| 线路 \| 线路 \| 收费 \| 运营商 \| 备注 \| \| ---- \| ---------- \| -------------- \| ---- \| -------------- \| -------- \| -------- \| --------------------------- \| \| \| 机场惠东线 \| 惠州机场航站楼 \| ⇆ \| 万事达酒店 \| 1.5–10元 \| 机场快线 \| 定时班线；原 机场2 \| \| \| 111惠阳 \| 惠州机场航站楼 \| ⇆ \| 惠阳高铁站 \| 2–15元 \| 志通运输 \| 合并原 机场1 \| \| \| 211快 \| 惠州机场航站楼 \| ⇆ \| 火车站 \| 2–6元 \| 太湖公交 \| 原 火车站至惠州机场公交快线 \| \| \| 212快 \| 惠州机场航站楼 \| ⇆ \| 汽车总站 \| 2–5元 \| 太湖公交 \| 原 汽车站至惠州机场公交快线 \| \| \| 302快仲恺 \| 鑫月广场 \| ⇆ \| 惠州机场航站楼 \| 2–7元 \| 金通巴士 \| 原 仲恺机场公交快线 \| |            |                |      |                |          |          |                             |
| 编号 | 编号       | 线路           | 线路 | 线路           | 收费     | 运营商   | 备注                        |
| | 机场惠东线 | 惠州机场航站楼 | ⇆    | 万事达酒店     | 1.5–10元 | 机场快线 | 定时班线；原 机场2          |
| | 111惠阳    | 惠州机场航站楼 | ⇆    | 惠阳高铁站     | 2–15元   | 志通运输 | 合并原 机场1                |
| | 211快      | 惠州机场航站楼 | ⇆    | 火车站         | 2–6元    | 太湖公交 | 原 火车站至惠州机场公交快线 |
| | 212快      | 惠州机场航站楼 | ⇆    | 汽车总站       | 2–5元    | 太湖公交 | 原 汽车站至惠州机场公交快线 |
| | 302快仲恺  | 鑫月广场       | ⇆    | 惠州机场航站楼 | 2–7元    | 金通巴士 | 原 仲恺机场公交快线         |